# Antonia
Antonia je žensko osebno ime.

## Izvor imena
Ime Antonia je različica ženskega osebnega imena Antonija.

## Pogostost imena
Po podatkih Statističnega urada Republike Slovenije je bilo na dan 31. decembra 2007 v Sloveniji število ženskih oseb z imenom Antonia: 32.

## Osebni praznik
Osebe z imenom Antonia lahko godujejo takrat kot osebe z imenom Antonija.